# Tekubi Yama
Tekubi Yama är ett berg i Antarktis. Det ligger i Östantarktis. Norge gör anspråk på området. Toppen på Tekubi Yama är 2 361 meter över havet.
Terrängen runt Tekubi Yama är huvudsakligen kuperad. Trakten är obefolkad. Det finns inga samhällen i närheten. 